# Iván Lariónov
Iván Petróvich Lariónov (Perm, Rusia, 23 de enero de 1830 – Sarátov, 1889) fue un compositor, literato y folclorista ruso. En 1860 compuso la canción Kalinka, la cual muchos tienen como canción folclórica rusa, que formaba parte de una obra teatral.
Iván Lariónov nació en una familia noble y estudió música en Moscú. Se educó en el primer cuerpo de cadetes, participó en el coro de estudiantes, tuvo éxito en el canto y llegó a ser director de ese mismo coro. Luego sirvió como oficial en un regimiento de infantería, y durante el tiempo de su servicio compuso varios romances.